# Vitré (Ille-et-Vilaine)
Vitré [vitʀe] ist eine französische Gemeinde im Département Ille-et-Vilaine in der Region Bretagne. Im Bretonischen heißt sie Gwitreg. Vitré ist eine ehemalige Unterpräfektur (bis 1926) und Hauptort des Kantons Vitré mit 18.892 Einwohnern (Stand 1. Januar 2022).
Sie liegt an den Toren der Bretagne und in Nachbarschaft zur Normandie, dem Maine und dem Anjou. Aufgrund ihres reichen Kulturerbes hat sie den Ruf einer „Stadt der Kunst und Geschichte“. Sie bildet das Zentrum des Gemeindeverbandes Vitré Communauté.

## Geografie
Die Stadt liegt an den Hängen des Flusses Vilaine und einer in Ost-West-Richtung verlaufenden Senke, die von der Eisenbahnstrecke Paris–Rennes genutzt wird. An der östlichen Grenze der Bretagne wird das Pays de Vitré von einer Schnellstraße durchquert, die die A 11 verlängert. Wie im gesamten Gebiet des Départements Ille-et-Vilaine sind die Gemeinden des Pays de Vitré über Schnellstraßen erreichbar. Vitré ist das Zentrum eines Gebietes mit etwa 90.000 Einwohnern.
Die Fläche von Vitré beträgt 3.719 ha. Vitré liegt in einer Höhe von ungefähr 89 m (Bahnhofsplatz). Die höchste Erhebung, 127 m, befindet sich im Industriegebiet „Les Ménardières“, rue Pierre et Marie Curie. Der tiefste Punkt, 67 m, befindet sich beim Schlachthof S.V.A. (Société Vitréenne d’Abattage), unter dem Viadukt der Umgehungsstraße.

## Bevölkerung
| Jahr                       | 1962   | 1968   | 1975   | 1982   | 1990   | 1999   | 2009   | 2017   |
| Einwohner                  | 10.380 | 11.343 | 12.322 | 13.046 | 14.488 | 15.313 | 16.712 | 18.037 |
| Quellen: Cassini und INSEE |        |        |        |        |        |        |        |        |

Am Ende des 14. Jahrhunderts hatte die Stadt zwischen 4.000 und 5.000 Einwohner, während Rennes und Nantes ungefähr 13 bis 14.000 Einwohner zählten. Arthur de La Borderie (1827–1901) schätzte ihre Bevölkerung um 1560 während der Renaissance auf 7.800 Einwohner, ungefähr so viel wie die Städte Vannes und Quimper. In der Zeit der Geburt von Madame de Sévigné um 1620 zählte die Stadt 7.500 Einwohner. Es scheint, dass die Bevölkerung von Vitré 1762 14.000 Einwohner erreichte, konzentriert auf das mittelalterliche Stadtgebiet von ca. 50 ha, was einer Dichte von nahezu 30.000 Einwohnern / km² entspräche. Dreifach weniger ausgedehnt als heute, zählte sie dennoch mehr Einwohner. Nach Angaben des Unterdelegierten betrug die Bevölkerung im Jahre 1762 ungefähr 14.000 Einwohner, in der Mehrzahl Handwerker für Leinen und Gestricktes.
1789, am Vortag der Französischen Revolution, erreichte die Bevölkerung 10.850 Einwohner, während Rennes mit 35.000 dreimal so viele Einwohner hatte. Die post-revolutionäre Periode zog eine deutliche Verringerung der Bevölkerungszahlen nach sich; im Jahre 1861 betrug unter der zweiten Republik die Zahl der Einwohner 8.904.
Bis zum Ersten Weltkrieg ließ ein verhaltenes, aber stetiges Wachstum die Zahl auf 10.613 (1911) ansteigen. Die Kriegsfolgen und die Wirtschaftskrise ließen die Zahl danach wieder auf 8.506 Einwohner (Erhebung von 1936) sinken. Nach dem Zweiten Weltkrieg nahm der wirtschaftliche Aufschwung wieder zu und man zählte 1982 13.491, 1990 14.490 und 1999 15.313 Einwohner. Die drei Kantone von Vitré (Vitré-West, Vitré-Ost und Argentré-du-Plessis) zählten 1999 44.623 (42.113 Einwohner im Jahr 1990).

## Geschichte

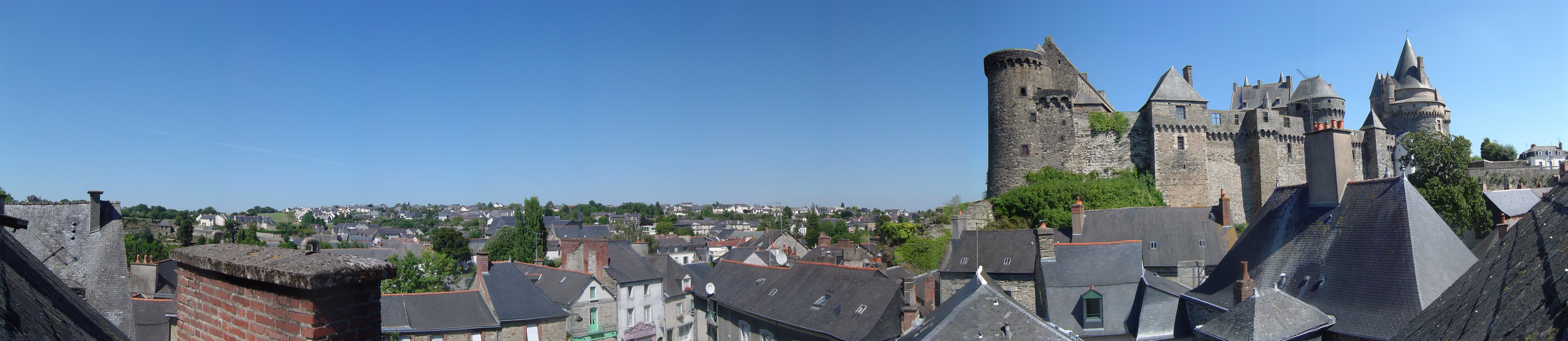
Burg Vitré

### Ursprünge

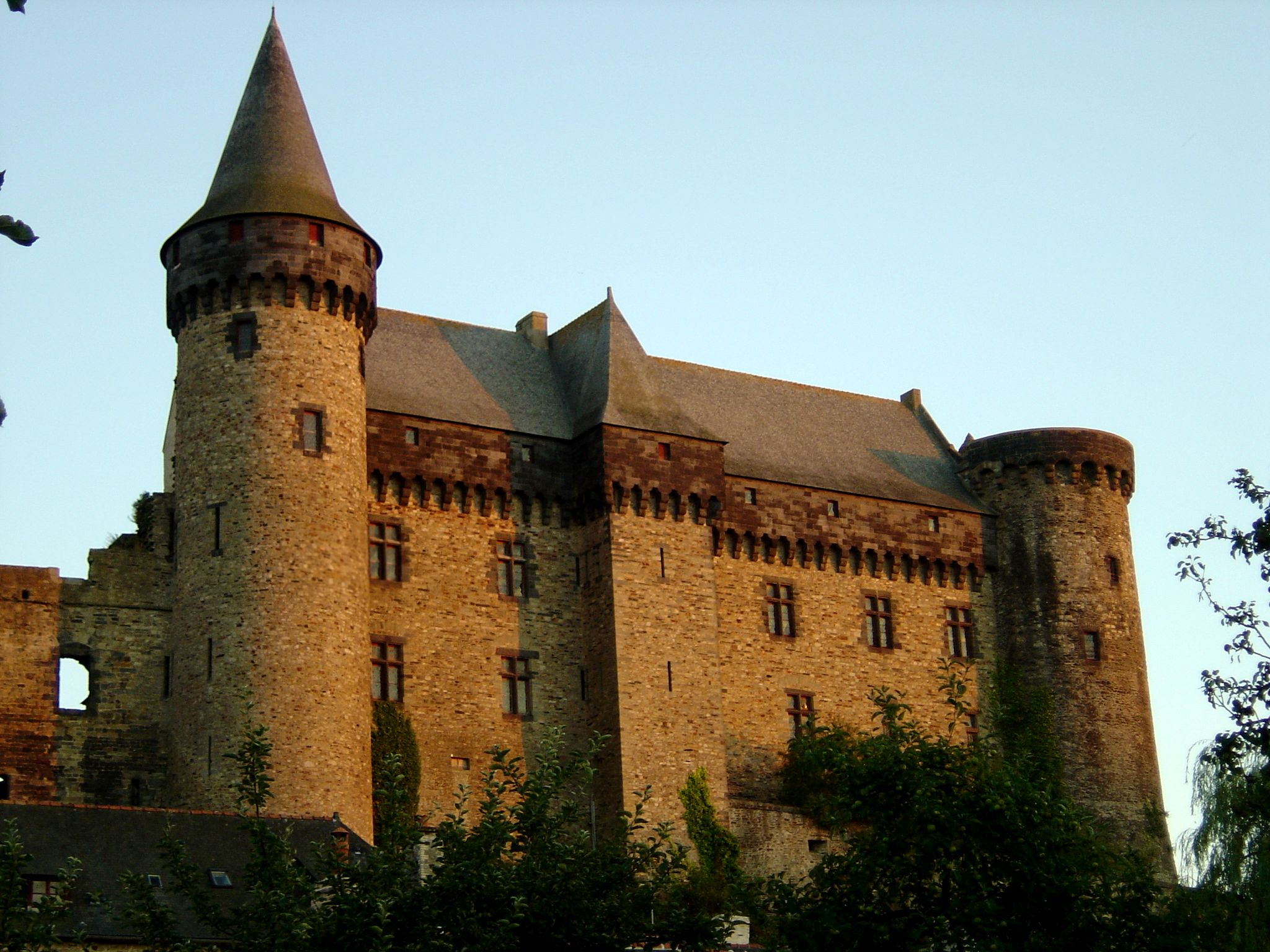
Burg Vitré

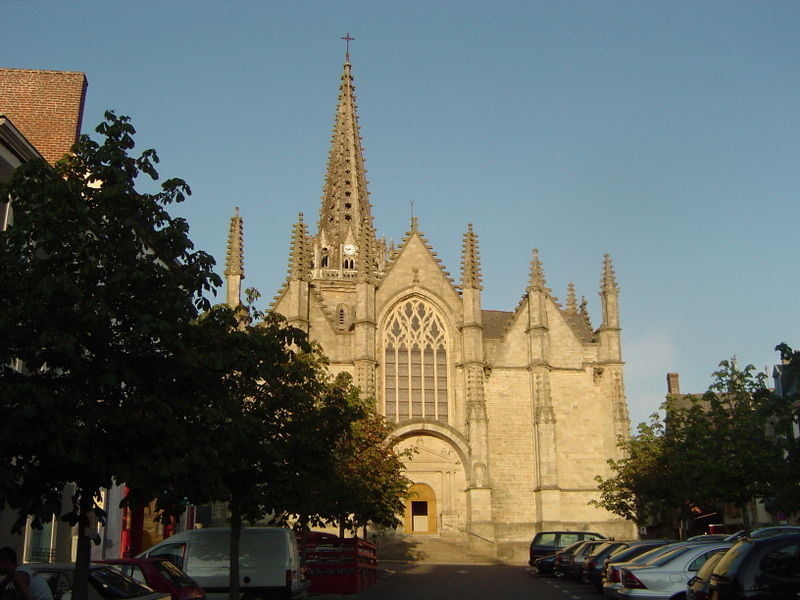
Kirche Notre-Dame

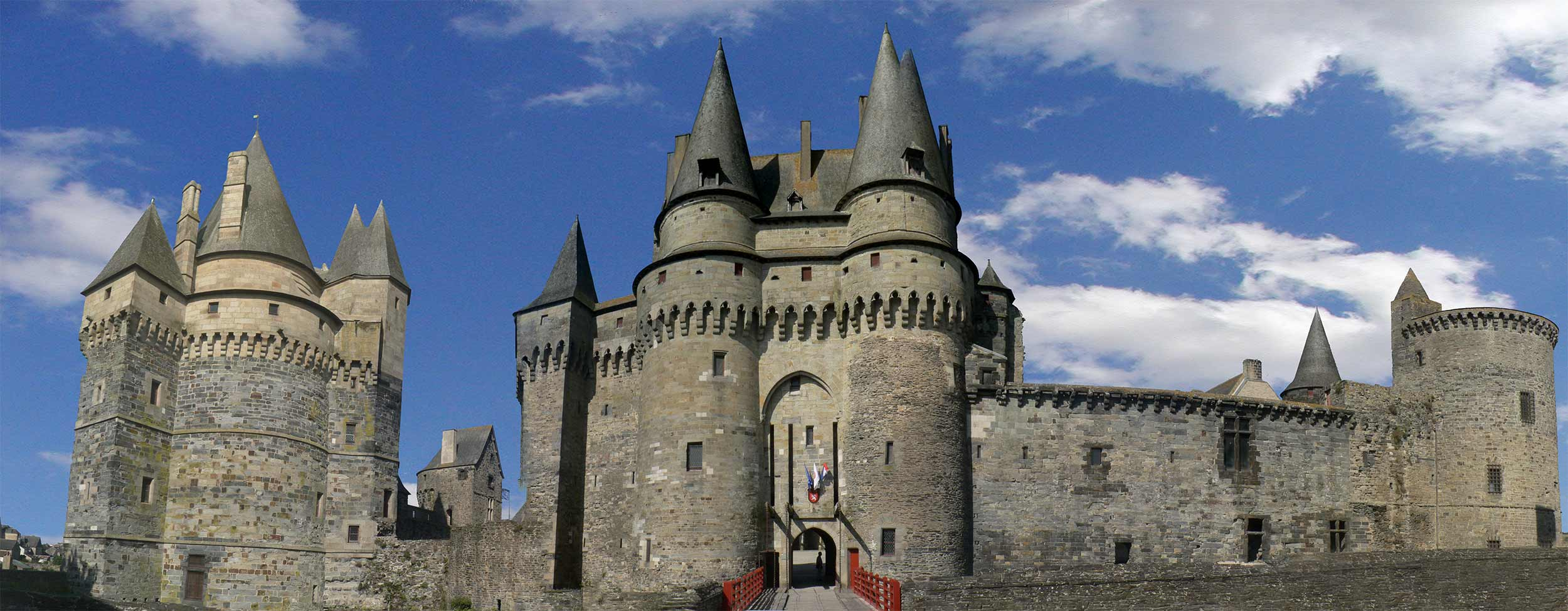
Burg Vitré (Ostseite)

Es scheint, dass Vitré seit der gallo-römischen Epoche bewohnt war. Der Name Vitré könnte sich von dem gallo-römischen Anthroponym Victor oder Victrix, dem Namen eines gallo-romanischen Guts, das sich in der Region befand, ableiten. Um das Jahr 1000 ernannte der Herzog der Bretagne Geoffroy I. seinen Gefolgsmann Riwallon Le Vicaire („Riwallon der Vikar“) zum ersten Baron von Vitré und erteilte ihm den Auftrag, diese strategische Region zu bewachen, die zur Pufferzone der „Bretonischen Mark“ wurde. Eine kleine Burg aus Holz wurde auf dem Hügel Sainte-Croix errichtet. Sie brannte mehrere Male ab und wurde dann den Benediktinermönchen von Marmoutier vermacht.
Eine weitere Burg aus Stein, Zeichen des relativen Reichtums des Lehnsherren, wurde 1070 von Robert I. an ihrem gegenwärtigen Standort auf einem Felsen oberhalb der Vilaine erbaut. Einige Teile hiervon sind auch heute noch sichtbar. Ein romanisches Portal existiert noch, welches alternierend aus blau-schwarzem Schiefer und rotem Granit besteht. Der Granit stammt aus einer Grube, die 15 km von der Stadt entfernt liegt, eine zu der damaligen Zeit weite Strecke. Das Portal schmückt eine verzierte Ringelblume, Zeichen der Macht des Barons. Im 13. Jahrhundert wurde die Burg vergrößert und mit mächtigen Türmen und Stadtmauern versehen. Sie nimmt in der Bauart der Burgen von Philippe Auguste die dreieckige Form des Felsens an, auf dem sie errichtet wurde.
In dieser Zeit entstand auch die Altstadt (Vieil Bourg) mit der Kirche Notre-Dame auf dem östlichen Plateau. Die Stadt wurde damit von den Burgmauern und den äußeren Kluften umgeben und die geschlossene Stadt nahm ihre gegenwärtige Form ein. Zur gleichen Zeit entstanden die „privilegierten Stadtteile“ (bourgs privilégiés), d. h. die Vorstädte, auf Wunsch des Barons um die geschlossene Stadt herum. Die Bebauung folgt überwiegend in gerader Anordnung dem Straßenverlauf, der diese Stadtviertel verbindet. Seit dem 13. Jahrhundert vereint Vitré alle Elemente einer mittelalterlichen Stadt: Burg, religiöse Bauten (Kirche, Stiftskirche) und Vorstädte.
Im 15. Jahrhundert, mit dem Fortschritt der Artillerie wie dem Bau von Schießscharten für Kanonen, wandelte sich die Burg von einem Verteidigungsbau in eine komfortable Residenz für Jeanne de Laval-Châtillon und ihre Tochter Anne de Laval. Zur gleichen Zeit entwickelte sich die Stadt und es wurden Häuser mit Holzwänden und (nichtköniglichen) Stadtpalais im Stadtinneren gebaut. Das Stadtinnere war von drei Toren (Gâtesel im Süden, Enbas im Osten und Enhaut im Westen) und einer Poterne erschlossen, wobei die Poterne eine enge Passage darstellte, durch die die Stadtmauer durchschritten werden konnte (Poterne Saint-Pierre im Norden).
Die städtischen Charakteristika dieser mittelalterlichen Viertel zeigen sich in der hohen Dichte und den gewundenen dunklen Straßen sowie einem Gassennetz, welches die einzelnen Häuserblöcke verband. Diese Straßen profitierten zwischen dem Wechsel von Sonneneinfall und Schatten. Die Straßen waren eng und undurchsichtig angelegt, um Angriffe zu erschweren. Die Häuserfassaden bestanden aus Holz oder aus Stein. Die Auskragungen (Hervorstehen der höher gelegenen Etagen über die Straße hinaus) erlaubten einen Zugewinn an Raum und boten Fußgängern Schutz vor Unwettern. Das Regenwasser wurde in einer zentralen Gosse gesammelt, um eine Verunreinigung der Holzwände zu verhindern. Das Gleiche gilt für Häuser mit Vorhallen, die dazu geeignet waren, Platz zu gewinnen, aber auch um Handelsware in den geschützten Galerien auszustellen. Die Straßennamen leiten sich häufig von der Zunft ab, die diese öffentlichen Plätze bestimmte. Beispiele in Vitré sind die Rue de la Baudrairie, in der Leder bearbeitet wurde, und die Rue de la Poterie (Töpferhandwerk).
Das historische Stadtzentrum enthält nur einen eigentlichen Platz: la Place du Marchix. Typischerweise öffnen sich die Plätze zu den religiösen, politischen oder juristischen Machtstätten. Wie der Name andeutet, befand sich der Marktplatz in der Nähe des Konvents der Benediktiner. Der aktuelle Schlossplatz war der Vorhof und damit Teil der Burg. Der Place Notre-Dame war von einer Halle besetzt, die als Halle aux Toiles („Stoffhalle“) bezeichnet wurde. Die Anwesenheit von Hallen ist Synonym des Wachstums. Vitré, prosperierende Stadt seit dem 15. Jahrhundert, gründete im Jahr 1472 eine Zunft, die den internationalen Textilhandel erlaubte. Die Blütezeit Vitrés führte zum Wohlstand der Renaissance.

### 15. – 19. Jahrhundert: Vom goldenen Zeitalter bis zum Niedergang der Altstadt

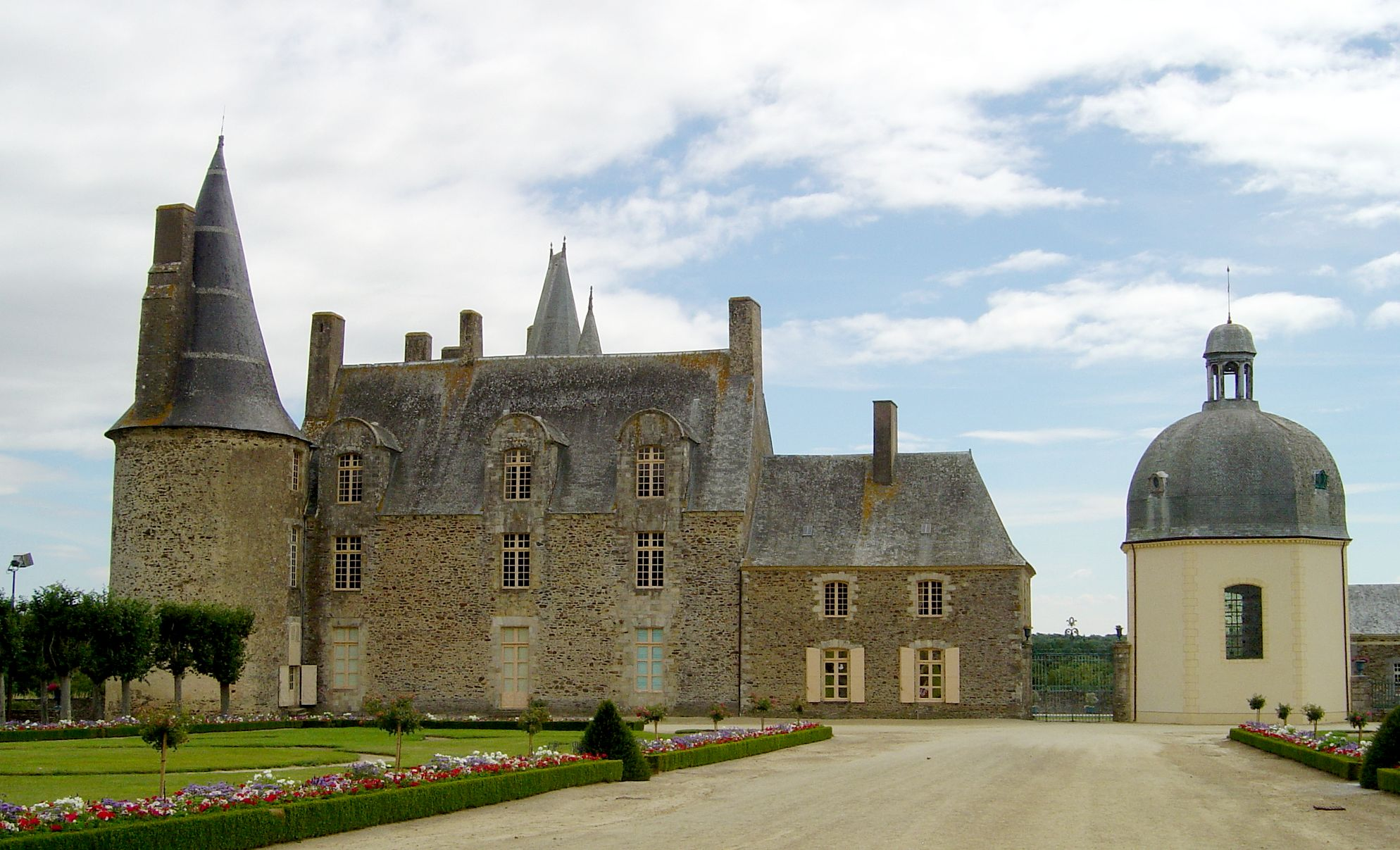
Schloss Rochers-Sevigné

Vitré war eine der florierendsten Städte des Herzogtums. Die Ausdehnung setzte sich in der geschlossenen Stadt und den Vororten fort. Sie erreichte den Höhepunkt ihres Wohlstands im 16. Jahrhundert, als die Zunft der Überseehändler ihre Hanfstoffe und Stickmustertücher in ganz Europa verkauften. Dieser Handel verlief über den Hafen von Saint-Malo, wo der Handel zwischen den südamerikanischen Kontoren und den europäischen Kontoren, insbesondere der Hanse, der großen und mächtige Handelsvereinigung des nördlichen Europas im Mittelalter, abgewickelt wurde. Das erklärt die Häuser, die großen Stadtpalais und die Elemente der Renaissance in der geschlossenen Stadt (Hôtel Ringes de la Troussannais oder auch der Kapellenkranz der Burg). Dies begründete weiterhin den Reichtum dieser zu Zünften zusammengeschlossenen Handelsleute.
Der erste Franzose, der eine Weltumrundung durchführte, war der Vitréener Pierre-Olivier Malherbe; das war ein weiteres Zeichen der Öffnung der Stadt zur Welt. Heinrich IV. kam im Jahre 1598 nach Vitré und war vom aufwändigen Lebensstil der bürgerlichen Gesellschaft beeindruckt. Während der Hugenottenkriege am Ende des 16. Jahrhunderts war die protestantische Stadt über fünf Monate von den Truppen der Liga unter dem Kommando von Herzog Philippe-Emmanuel de Lorraine belagert. In den Jahren, als Rennes von der Pest heimgesucht wurde oder aufständisch war (1655, 1671, 1697 und 1705), fanden die Versammlungen der Staaten der Bretagne in Vitré statt. Madame de Sévigné hatte zu dieser Zeit eine Residenz in der Umgebung von Vitré: Le Château des Rochers. Sie unterstützte diese Staaten und erwähnte sie oft in ihren berühmten Briefen.
Im Verlauf des 17. Jahrhunderts zogen die Barone von Vitré an den Hof von Versailles, der zu dieser Zeit eine starke Ausstrahlungskraft hatte. Die Stadt verlor ihre Bekanntheit und wurde innerhalb der Stadtmauern zu einer etwas verschlafenen Stadt inmitten einer aktiven Landschaft. Sie brach die Verbindungen zur angrenzenden Landbevölkerung ab, die sie mit Hanf und Flachs versorgte. So begann sowohl ökonomisch als auch städtisch der Abstieg von Vitré. Diese Situation spitzte sich vor allem im 18. Jahrhundert zu. Es gibt folglich wenige Bauten in dieser Epoche, mit Ausnahme einiger religiöser Gebäude wie des Augustiner-Konvents von 1620 und 1675 oder einiger Stadtpaläste wie das Hôtel Sévigné. Dieses wurde im 18. Jahrhundert auf den alten Stadtmauern erbaut, wo sich in einem Turm ein Appartement von Mme de Sévigné befand. Dieser Stadtpalast wurde dem Parlement de Bretagne nachempfunden. Diese Situation bestand das ganze 18. Jahrhundert hindurch und dann bis zum Bau der Eisenbahn Mitte des 19. Jahrhunderts. Von 1793 bis 1804 dauerte der bewaffnete bäuerliche Widerstand (Chouannerie), der das Ende der Herrschaft von Vitré und den Anfang eines neuen und wichtigen Status für die Stadt bedeutete: die Rolle als Unterpräfektur.

### 19. Jahrhundert: der Bau des Bahnhofes und die Ankunft des 70. Infanterieregiments

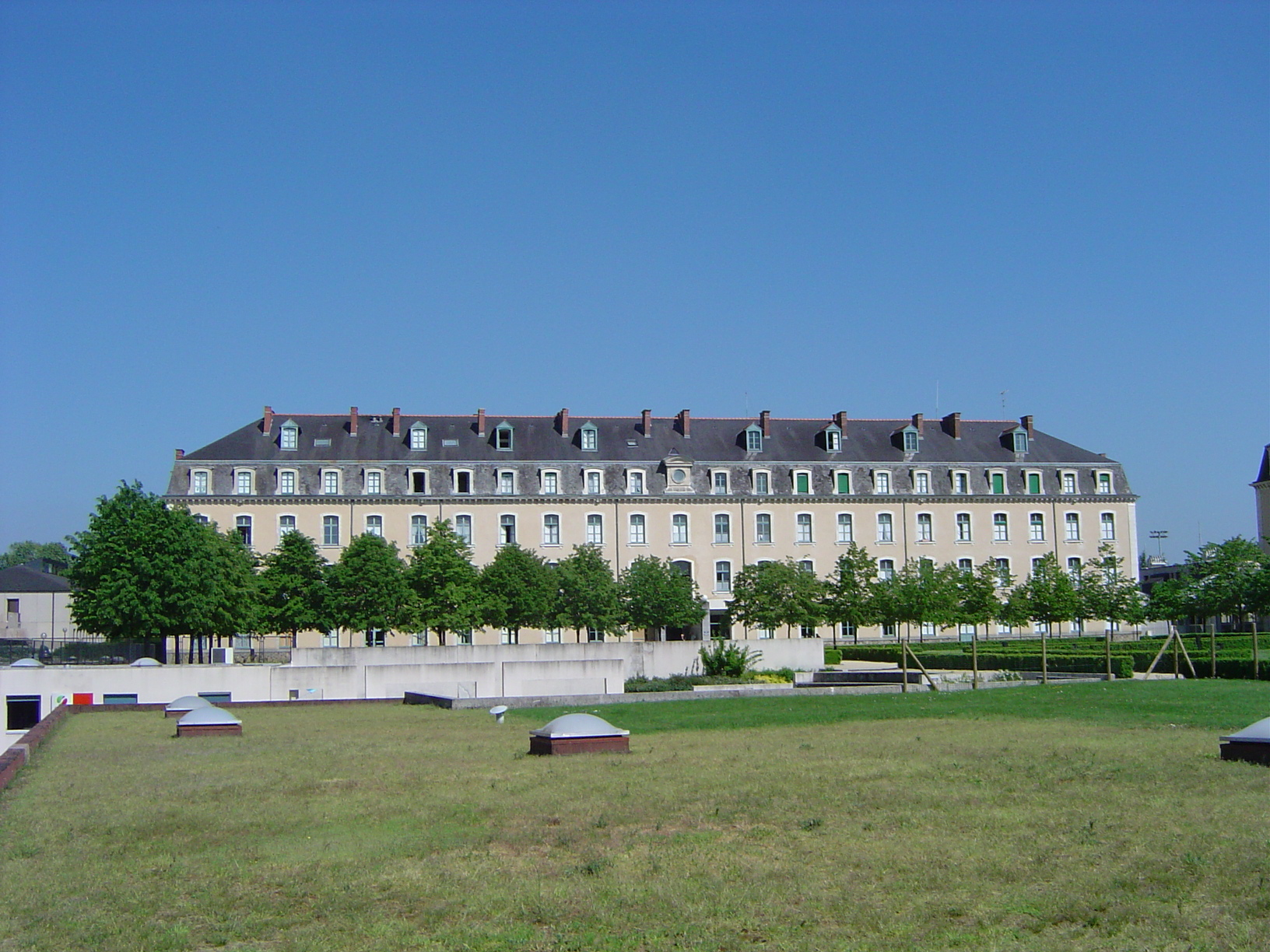
West-Flügel der ehemaligen Kaserne des 70. Infanterieregiments (1877)

In den 1830er Jahren entschied sich die Stadt dafür, die südlichen Festungsanlagen zu schleifen, die geschlossene Stadt zu öffnen und die Übersichtlichkeit zu verbessern. Die Tore von En Haut (1835), Gâtesel (1839) und En Bas wurden abgerissen. Dies erlaubte eine Urbanisierung der geschlossenen Stadt nach Süden hin. Zu dieser Zeit wurden die großen Verkehrsadern gezogen, die heute die Hauptzufahrtsstraßen in die Stadt darstellen (Rue de Fougères im Norden, Rue de Brest im Westen, nach Rennes führend, Boulevard de Châteaubriant nach Nantes und Boulevard des Rochers nach Angers).
Vitré war auch ein Knotenpunkt der Eisenbahn, da eine erste Verbindung am 15. April 1857 auf der Strecke Paris–Brest eröffnet wurde. Eine zweite wurde im Jahre 1867 in Richtung Fougères eröffnet, schließlich eine dritte im Jahr 1874 in Richtung La Guerche-de-Bretagne. Der Bahnhof wurde 1855 fertiggestellt und nimmt die Form eines kleinen Schlösschens im neo-gotischen Stil ein. Er liegt direkt im Zentrum der Stadt, südlich der geschlossenen Stadt. Dennoch wurden verschiedene Entwürfe im Vorfeld in Betracht gezogen. Man dachte zunächst daran, den Bahnhof nördlich von Vitré – oberhalb der mittelalterlichen Vorstädte von Rachapt – zu bauen, um sich der Industriestadt Fougères zu nähern. Dann plante man, ihn im Süden auf dem Lande zu errichten, um näher an der Straße nach La Guerche-de-Bretagne zu sein. Aber der Bürgermeister von Vitré und sein Stellvertreter entschieden sich für das Stadtzentrum. Damit hatte der Bahnhof zwar eine gute Zugänglichkeit, jedoch auch einen massiven Einfluss auf die städtische Struktur. Tatsächlich wird die Stadt durch den Einfluss der Eisenbahntrassen gänzlich zweigeteilt. Der Bau des Bahnhofes ermöglichte die Ankunft einer Militärgarnison am 14. Juli 1867. Sie wurde zehn Jahre später in einer Kaserne untergebracht, mit einer ähnlichen Architektur wie beispielsweise in der Kaserne Mac Mahon in Rennes. Bei der Garnison handelte es sich um das 70. Infanterieregiment. Von dieser Zeit an verlief die Stadtentwicklung südlich der Eisenbahntrasse.

### 20. Jahrhundert: Der Aufschwung von Vitré

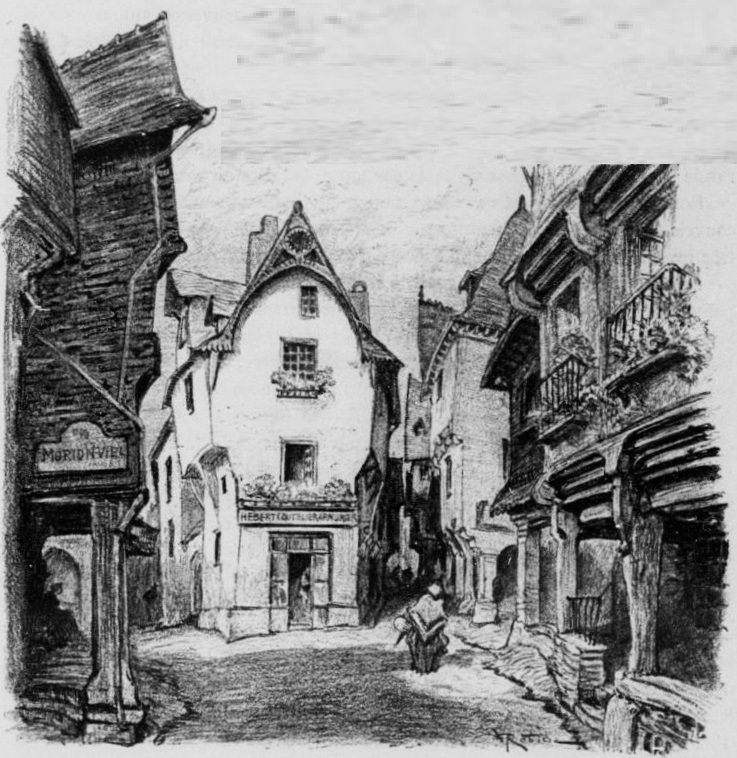
Rue Poterie, Lithografie von A. Robida, um 1900

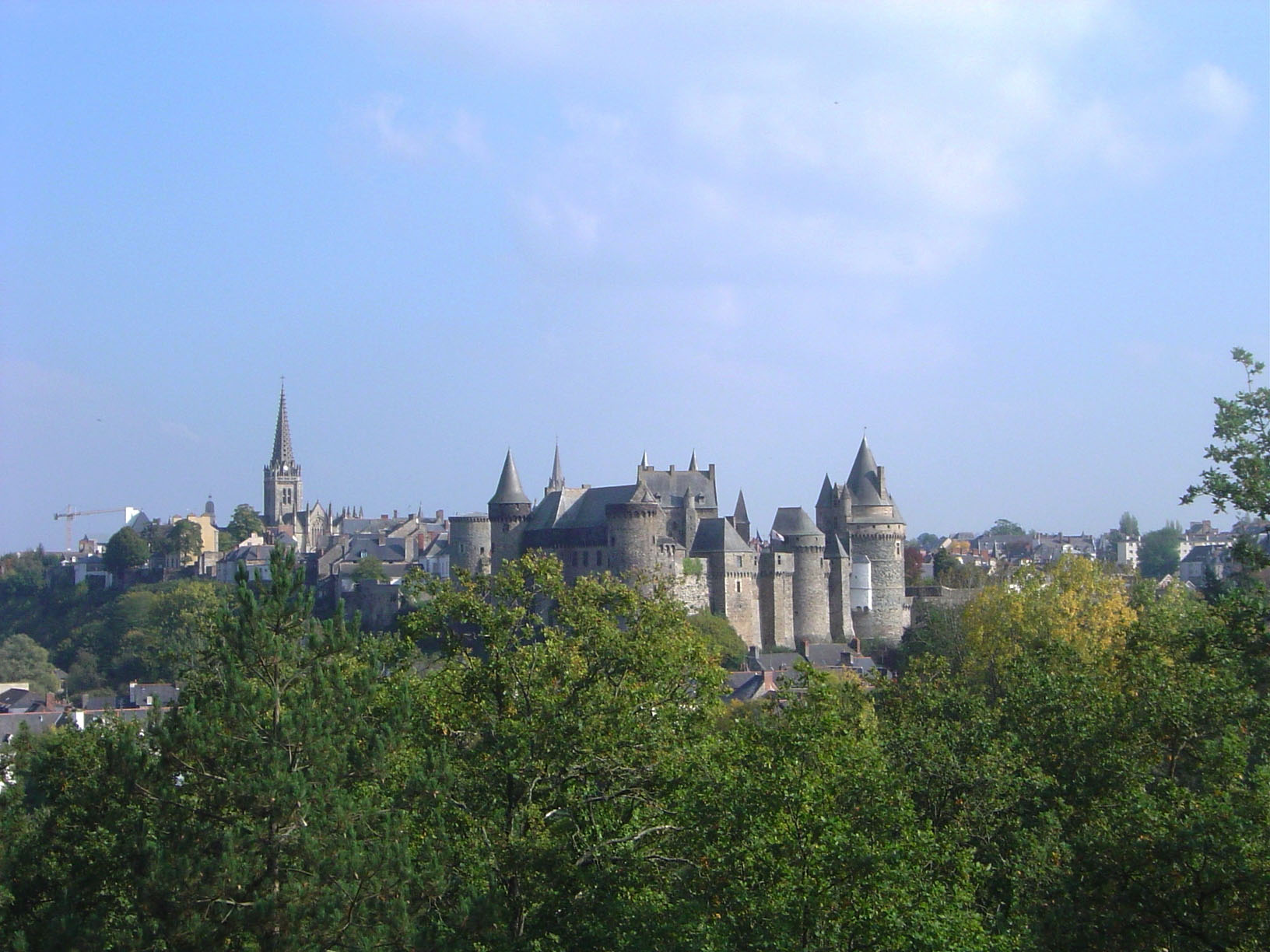
Historisches Stadtzentrum von Vitré

1900 beschrieb Albert Robida Vitré als eine malerische, etwas rückständige Kleinstadt inmitten einer blühenden Umgebung. Die Stadt verlor ihren Status als Unterpräfektur im Jahre 1926. Diese Situation dauerte bis zum Ende des Zweiten Weltkriegs an. Mehrere Viertel mit Häusern aus der ersten Hälfte des 20. Jahrhunderts finden sich hauptsächlich in der direkten Nachbarschaft zur geschlossenen Stadt und südlich der Eisenbahnstrecke. Einige von ihnen ähneln den Villen der Stadt Dinard. Die beiden Weltkriege forderten auch in Vitré Opfer: das hiesige Gefallenendenkmal enthält die Namen von 315 Gefallenen im Ersten und 47 Gefallenen im Zweiten Weltkrieg. Im Zweiten Weltkrieg blieb Vitré größtenteils von Zerstörungen verschont und konnte, im Gegensatz zu Fougères, welches im Juni 1944 massiv bombardiert wurde und infolgedessen einen Großteil seines historischen Erbes verlor, seine gewachsene ältere Bausubstanz weitgehend bewahren. Lediglich einige Boulevards wurden getroffen, wie der Boulevard Saint-Martin 1937 zwischen dem Bahnhof und der Kirche Saint-Martin, der im Jahr 1868 gebaut wurde. Sieben Mitglieder jüdischer Familien aus Vitré wurden deportiert und im KZ Auschwitz-Birkenau ermordet. Am 29. April 1944 führten Résistance-Mitglieder der FTP unter der Leitung von Louis Pétri einen Angriff auf das Gefängnis von Vitré aus, befreiten etwa 50 politische Gefangene und töteten einen Kollaborateur.
Nach Ende des Krieges war Vitré nicht vom wirtschaftlichen Wohlstand ausgenommen, den Frankreich und die anderen kapitalistischen Länder erlebten. In den 1950er Jahren fand eine beträchtliche Entwicklung und Ausdehnung statt. Von 1945 bis 1973 war Vitré wie viele andere französische Städte auch vom Phänomen der Landflucht betroffen. Zahlreiche Siedlungen wurden entlang der Achsen in den Stadtvierteln westlich, östlich, nördlich und vor allem südlich der Stadt errichtet. Die gebauten Wohnungen sind überwiegend Einfamilienhäuser. Dennoch wurden größere Wohnviertel wie das Viertel Maison Rouge, bestehend aus kleinen Häusern mit vier bis sechs Stockwerken, im Jahr 1965 anstelle der Flüchtlingsbaracken gebaut. Weitere Wohnungsbauten sind im Rahmen von städtischen Erschließungen wie der Rue de Strasbourg 1954 oder der Rue du 70e RI in den sechziger Jahren entstanden.
In den Randzonen finden sich große Firmen aus den Bereichen Landwirtschaft, Textilien, Schuhe oder Feinchemikalien mit mehr als 100 Angestellten und auch große Supermärkte. Gegenwärtig hält die Entwicklung der Industriegebiete an (überwiegend im Süden und Osten, aber auch auf dem Lande). In den siebziger Jahren wurde durch den Bau einer vierspurigen Schnellstraße, die 7 km südlich verläuft, der wirtschaftliche Aufschwung der Stadt durch den Zuzug zahlreicher Industrien beschleunigt. Die Arbeitslosenquote ist im regionalen Vergleich sehr gering und im nationalen Vergleich noch deutlich niedriger. Dieser wirtschaftliche Aufschwung verbirgt jedoch einen großen Stellenanteil der Industrie in der Größenordnung von 40 % mit zahlreichen unsicheren Arbeitsplätzen, umso mehr als der Wirtschaftsraum von Vitré verstärkt unter der Verlagerung von Firmen ins Ausland leidet. Gegenwärtig dehnt sich die Stadt durch Gebiete mit Einfamilienhäusern und Industriegebieten in der Peripherie weiter aus. Im Zentrum gibt es eine gewisse urbane Erneuerung in Form von kleinen Gruppen, die sich in den alten Stadtvierteln gründen.

## Sehenswürdigkeiten (Auswahl)
Siehe auch: Liste der Monuments historiques in Vitré (Ille-et-Vilaine)
Das Kulturerbe von Vitré ist eines der bretonischen Städte, welches am besten in seinem ursprünglichen Aussehen erhalten ist. Mit ihren Häusern mit Vorhallen oder mit Holzwänden, ihren Stadtmauern, ihrem religiösen Erbe, ihren alten Straßen und ihrem Bahnhof ist Vitré ein Beispiel einer 500 Jahre alten Stadt.
- Burgmuseum (Musée du Château de Vitré): Außenbereich; Gemälde, Teppiche, Skulpturen und naturgeschichtliches Museum
- Museum Saint-Nicolas (in 500 m Entfernung vom Schloss): Religiöse Goldschmiedekunst Ende des 19. und Anfang des 20. Jahrhunderts (einzigartig in Frankreich)
- Museum der Rochers-Sévigné (7 km von Vitré entfernt, Richtung Argentré-du-Plessis): Bretonische Residenz der Marquise de Sévigné, wo sie zahlreiche Briefe an ihre Tochter schrieb. Garten im französischen Stil
- Museum du Manoir de la Faucillonnaie in Montreuil-sous-Pérouse (6 km von Vitré entfernt, Richtung Fougères): ländliche Kunst des Pays de Vitré (Einrichtung, Kochzubehör, traditionelle Kostüme, wiederhergestellter Stall etc.)
- Museum l’Abeille Vivante (Industriegebiet der Briqueterie)
- Kirche Notre-Dame (15./16. Jahrhundert, Spätgotik)
- Kirche Saint-Martin
- Kirche Sainte-Croix
- Protestantisches Kirche
- Hôtel Ringues de la Troussanais (Stadtpalais im bretonischen Stil der Renaissance)
- Benediktinerkonvent (Gericht)
- Stadtmauern und Ecktürme
- Alte Straßen (Beaudrairie, Poterie, d’Embas etc.) und Plätze (Marchix, Bahnhof, Schloss, Notre-Dame etc.)
- Bahnhof (neo-gotisches „Schlösschen“ aus Kalkstein und rotem Backstein)
- Schloss Château-Marie (17. Jahrhundert, Decke mit bemalten Balken)
- Parkgarten (Le Jardin du Parc) (Kiosk, Statue von Mme de Sévigné, vielfältige und seltene botanische Pflanzen)

## Wirtschaft
Vitré ist eine Industriestadt, in der 12.000 Beschäftigte tätig sind. Die Arbeitslosenquote (ca. 5 %) ist die geringste der Bretagne und bedeutet nahezu Vollbeschäftigung.
Die Landwirtschaft ist mit 1,3 % der Beschäftigten wenig vertreten. Die Industrie beschäftigte 1999 4643 Angestellte, was einem Anteil von 41,1 % der aktiven Bevölkerung entspricht.
Der tertiäre Sektor beschäftigt 5890 Personen, d. h. 52,1 %, verteilt vor allem auf Handel und Firmendienstleistungen. Große Firmen aus Vitré sind Institutionen durch ihre regionale Herkunft und ihre Bedeutung auf die Anzahl der Beschäftigten. Einige Beispiele der wesentlichen Arbeitgeber sind:
- SVA (Société Vitréenne d’Abattage): 1000 – 1999 Beschäftigte (Landwirtschaft)
- Cooper Standard Automotive France: 700 – 799 Beschäftigte (Kautschuk und Kunststoffe)
- Texier: 400 – 499 Beschäftigte (Textilien, Leder, Kleidung)
- Oberthür Cards Systems: 300 – 399 Beschäftigte (Elektrizität – Elektronik)
- Société Laitière de Vitré: 200 – 299 Beschäftigte (Landwirtschaft).

## Verkehr
Vitré ist eine der wenigen Städte in Frankreich mit einem kostenlosen städtischen Nahverkehr auf dem gesamten Netz. Das Netz umfasst neun Buslinien mit 72 Stationen. Die Stadt profitiert von 15 (Zug-)Halten auf der Strecke Rennes–Vitré-Laval (davon zwei TGV) und 19 Halten in der anderen Richtung (davon drei TGV).

## Städtepartnerschaften
| Deutschland            | Helmstedt (Deutschland) 1978    |
| Vereinigtes Konigreich | Lymington (England) 1981        |
| Kanada                 | Terrebonne (Kanada) 1983        |
| Mali                   | Djenné (Mali) 1987              |
| Spanien                | Villajoyosa (Spanien) 1989      |
| Vereinigte Staaten     | Greece (USA) 1990               |
| Polen                  | Środa Wielkopolska (Polen) 1994 |
| Rumänien               | Tălmaciu (Rumänien) 1999        |

## Veranstaltungen
- Jazz in Vitré (Musikalisches März-Festival, Konzerte und Kleinkunst)
- Karneval (April, Carnaval des Gais lurons)
- Radrennen Route Adélie (April)
- Frühling der Museen (April oder Mai)
- Die Sévignales (Litterarisches Festival)
- Fest der Bocage vitréen (Juli)
- Tage des Kulturerbes (Septembre, Journées du Patrimoine)
- Weihnachtsmarkt
- „Das musikalische Sprungbrett“ (alle 2 Jahre, zur Vorstellung von Gruppen aus Vitré, Le tremplin musical)

## Persönlichkeiten
- Pierre Landais, Staatsmann und Sieger der bretonischen Unabhängigkeit im 15. Jahrhundert
- Bertrand d'Argentré, Historiker der Bretagne
- Jacques Colebault, genannt Jachet de Mantoue, Komponist der Renaissance
- Amandine Fouquenet (* 2001), Radrennfahrerin
- Robert de Guibé (etwa 1460–1513), katholischer Priester und katholischer Bischof
- René-Jacques Croissant de Garengeot (1688–1759), Chirurg des 18. Jahrhunderts
- Pierre-Olivier Malherbe, erster Europäer, der die Welt über alle Kontinente umrundete
- Claude-Étienne Savary, Orientalist, Pionier der Ägyptologie und Übersetzer des Korans
- Arthur Le Moyne de La Borderie, Historiker der Bretagne
- Arthur de La Borderie (1827–1901), Historiker und Politiker
- Auguste Pavie (1847–1925) und Charles Rabot, Erforscher, der eine von Laos und Kambodscha, der andere von der Halbinsel Kola und Spitzbergen
- Morvan Marchal, der die moderne Flagge der Bretagne, die Gwenn-ha-Du, zeichnete, die heute überall weht